# John Marin

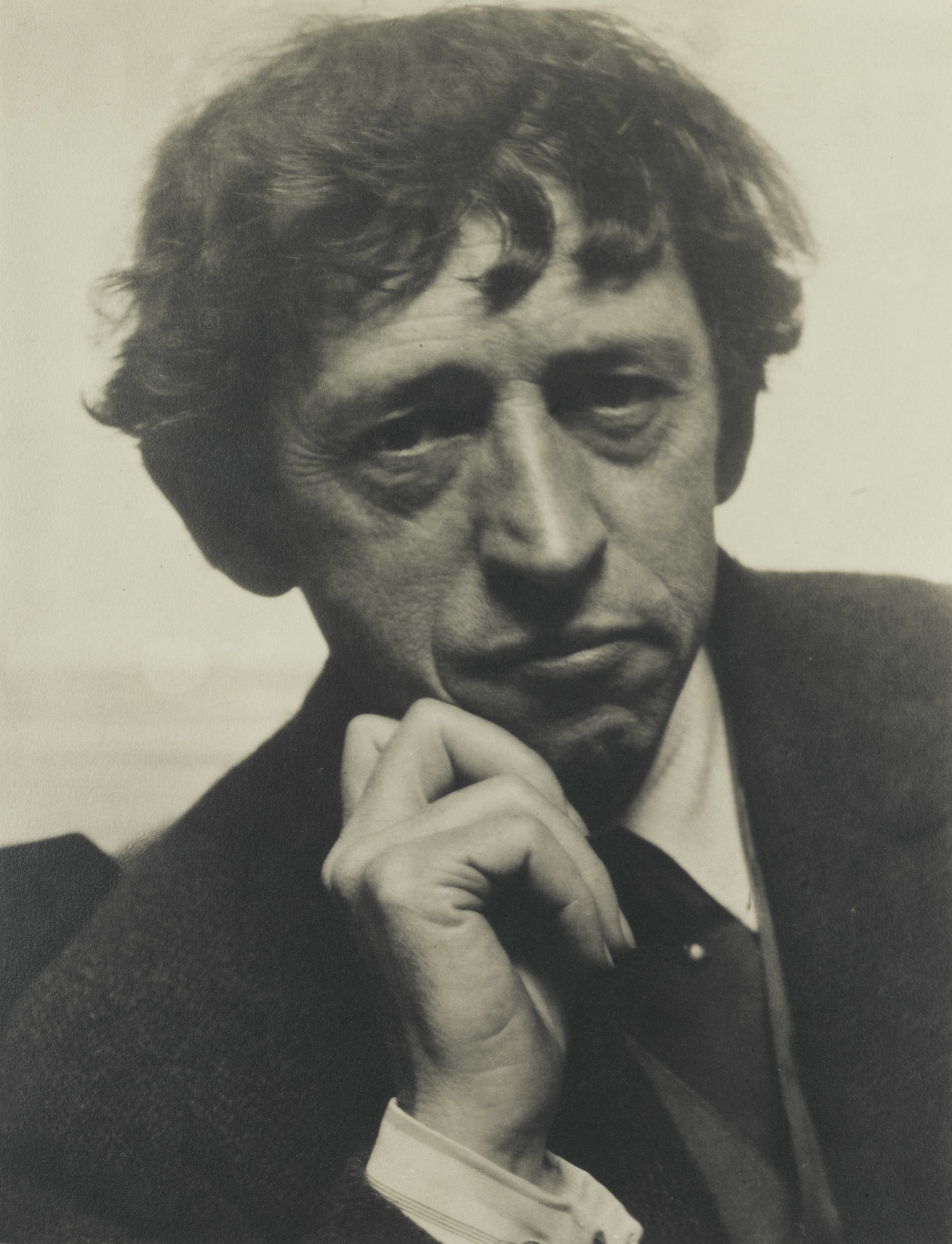
John Marin door Alfred Stieglitz (1922)

John Marin (Rutherford, 23 december 1870 - Addison (Maine), 2 oktober 1953) was een modernistisch Amerikaans kunstschilder. Hij wordt gezien als een voorloper van het abstract expressionisme en maakte vooral aquarellen.

## Leven en werk
Marins moeder overleed kort na zijn geboorte, waarna hij werd opgevoed door twee tantes in Weehawken, New Jersey. Daar bezocht hij het 'Stevens Institute of Technology', waar hij architectuur studeerde, zonder zijn studie af te ronden. In 1899 ging hij naar de Pennsylvania Academy of the Fine Arts, waar hij in de leer kwam bij William Merritt Chase en Thomas Pollock Anshutz. Twee jaar later schakelde hij over naar de Art Students League of New York.

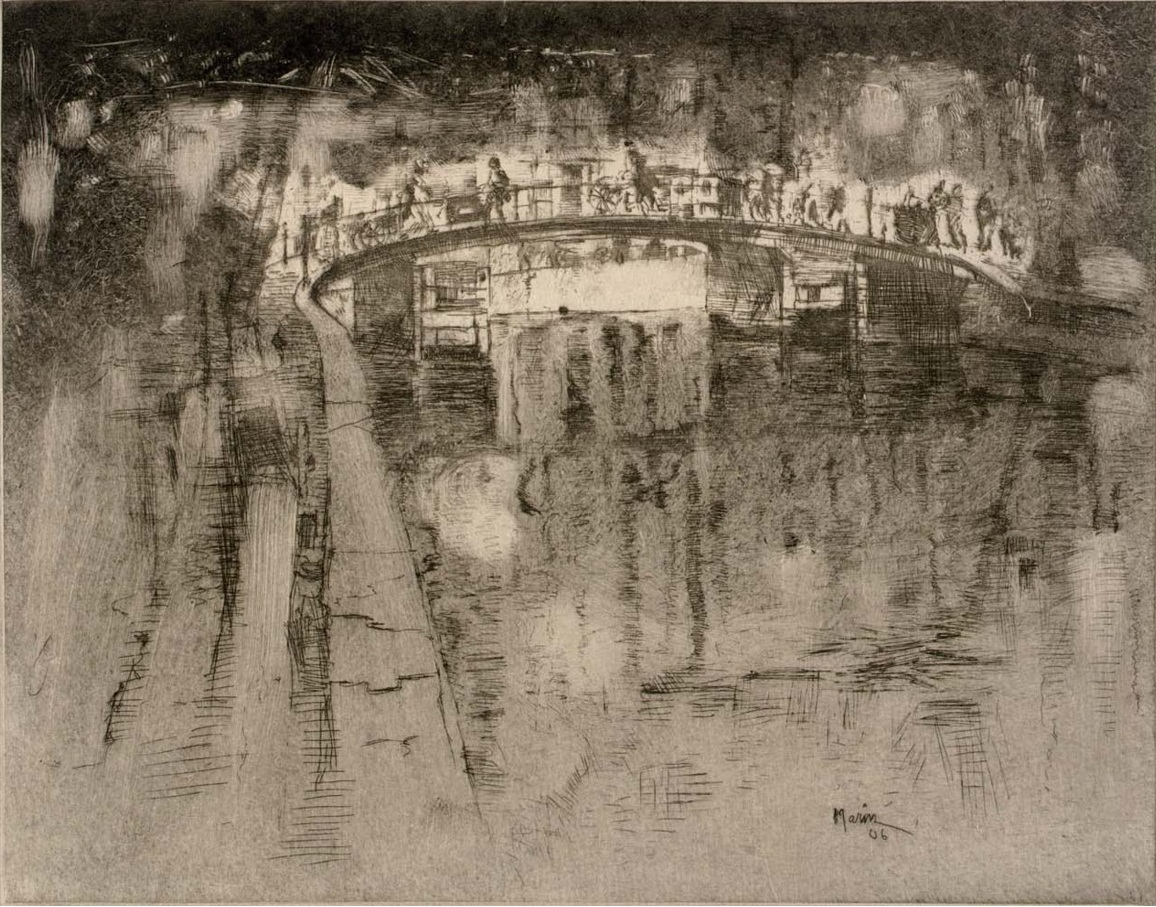
Bridge over a canal, Amsterdam (1906), gemaakt tijdens een trip naar Nederland

Na zijn studies vervulde Marin diverse baantjes, maar uiteindelijk besloot hij definitief voor het kunstschilderschap te kiezen en ging in 1905 naar Parijs. Hij zou uiteindelijk zes jaar lang in Europa blijven en maakte reizen naar Nederland, België, Italië en Engeland. Hij werkte vooral in waterverf en vond zich in een abstracte stijl en een transparant kleurgebruik. Hij exposeerde onder meer in de Parijse salon.
In 1909 had Marin samen met Alfred Henry Maurer een grote en spraakmakende tweemansexpositie in Alfred Stieglitz' 291 gallery in New York. Hij was met Stieglitz in contact gekomen via zijn Parijse vriend Edward Steichen en zou voor de rest van zijn leven met hem bevriend en verbonden blijven. Stieglitz beïnvloedde hem in kunstfilosofische zin, steunde hem regelmatig ook financieel en bood hem altijd weer een groot platform. In 1913 waren ze beiden betrokken bij de organisatie van de Armory Show, waaraan ze ook zelf deelnamen.
Na zijn terugkeer in Amerika in 1911 schilderde Marin veel stadsgezichten in New York. Nadat hij in 1914 een zomer in Maine doorbracht zou hij daar regelmatig terugkeren en begon hij ook veel landschappen en kustgezichten te maken. Ook koos hij vaak voor architectonische onderwerpen. Als een der eerste abstracte Amerikaanse modernisten had hij grote invloed op een latere generatie kunstschilders, met name op de abstract expressionisten, onder wie Jane Frank en Jackson Pollock.
Marin bleef zijn leven lang in een eenzelfde stijl werken en groeide uit tot een der bekendste Amerikaanse modernistische schilders van zijn tijd. In 1936 had hij een grote solo-expositie in het Museum of Modern Art, waar zich thans ook nog een grote collectie van zijn werk bevindt. Verder is zijn werk in tal van andere musea te zien, waaronder het Metropolitan Museum of Art, de National Gallery of Art, het San Francisco Museum of Modern Art, het Whitney Museum of American Art, het Cleveland Museum of Art en het Art Institute of Chicago.
In de jaren vijftig kreeg Marin eredoctoraten toegekend aan de Universiteit van Maine en de Yale-universiteit. Hij overleed in 1952, 82 jaar oud.
In 2009 maakte filmmaker Michael Maglaras een documentairefilm over zijn leven onder de titel John Marin: Let the Paint be Paint!

## Galerij

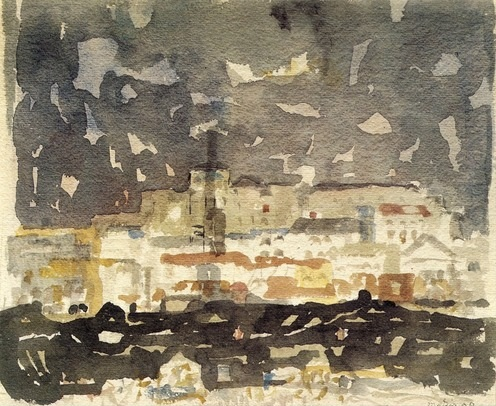
Outside Paris, 1909
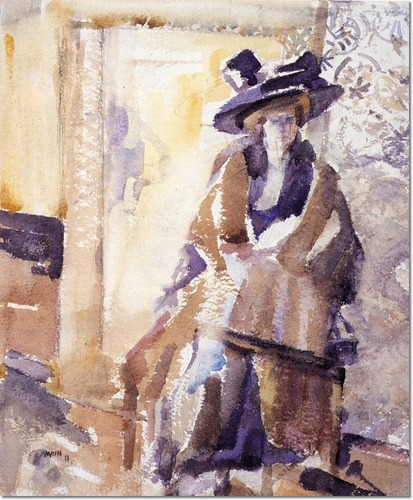
Mrs. Haviland, 1911
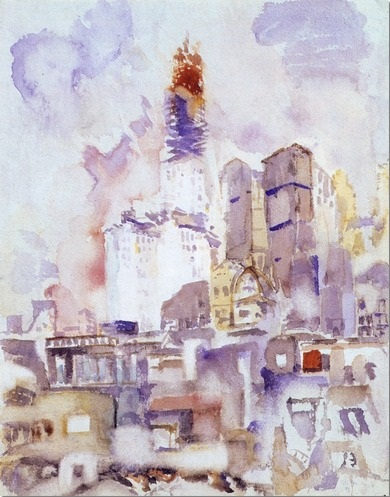
New York City, Woolworth Bridge under construction, 1911
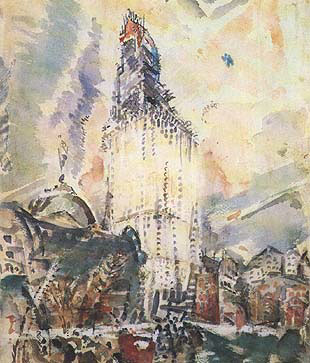
Woolworth Building nr. 28, 1912
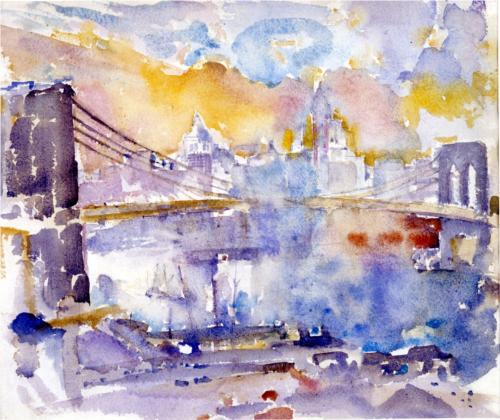
Brooklyn Bridge, 1912
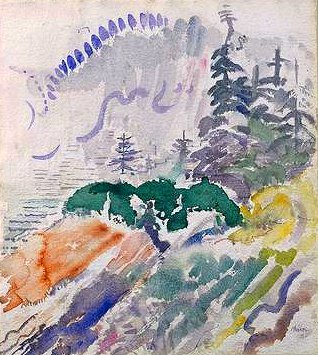
Island, 1914
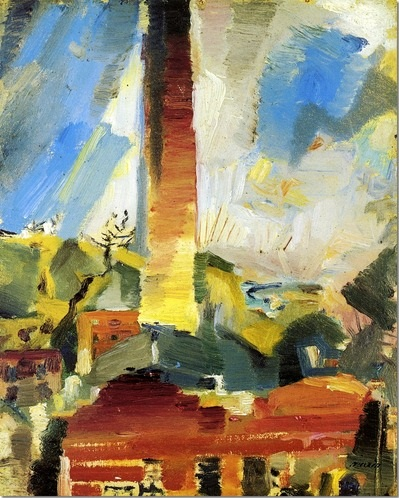
Weehawken Square, 1915
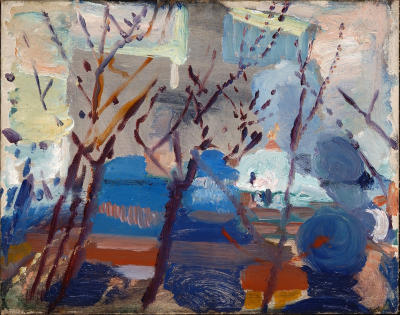
Weehawken, 1916
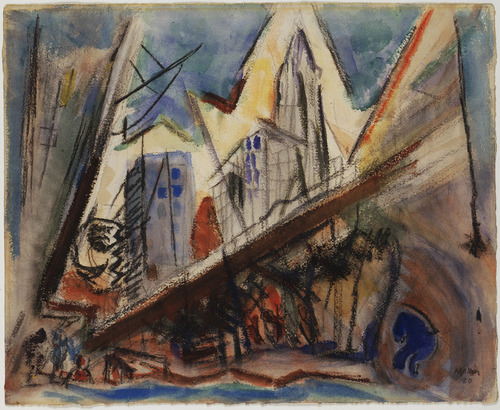
Lower Manhattan, 1920
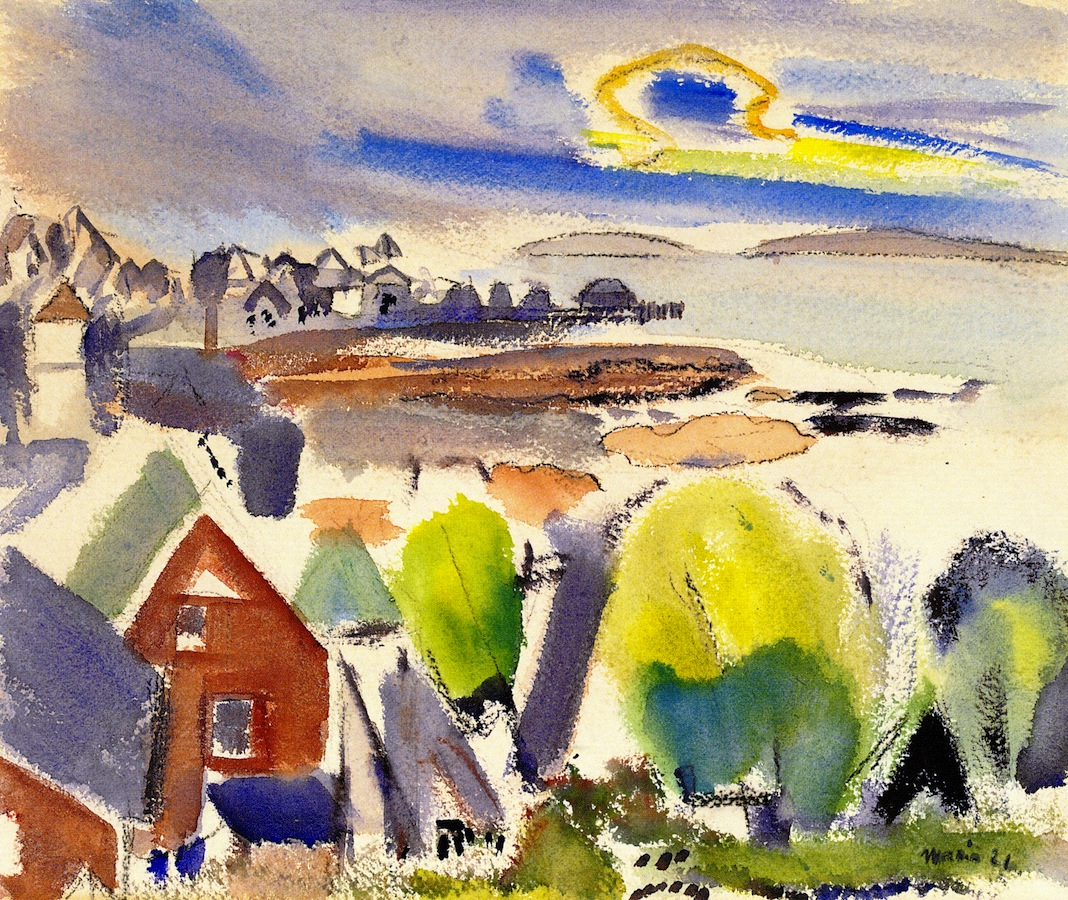
Stonington, Maine, 1921